# Проспект Космонавтов (Санкт-Петербург)
Проспект Космона́втов — одна из магистралей «север — юг» Московского района Санкт-Петербурга. Проходит от Кузнецовской улицы до Ковжинского переулка. Проходит она параллельно проспекту Ю.Гагарина, между улицами Звездной и Бассейной.

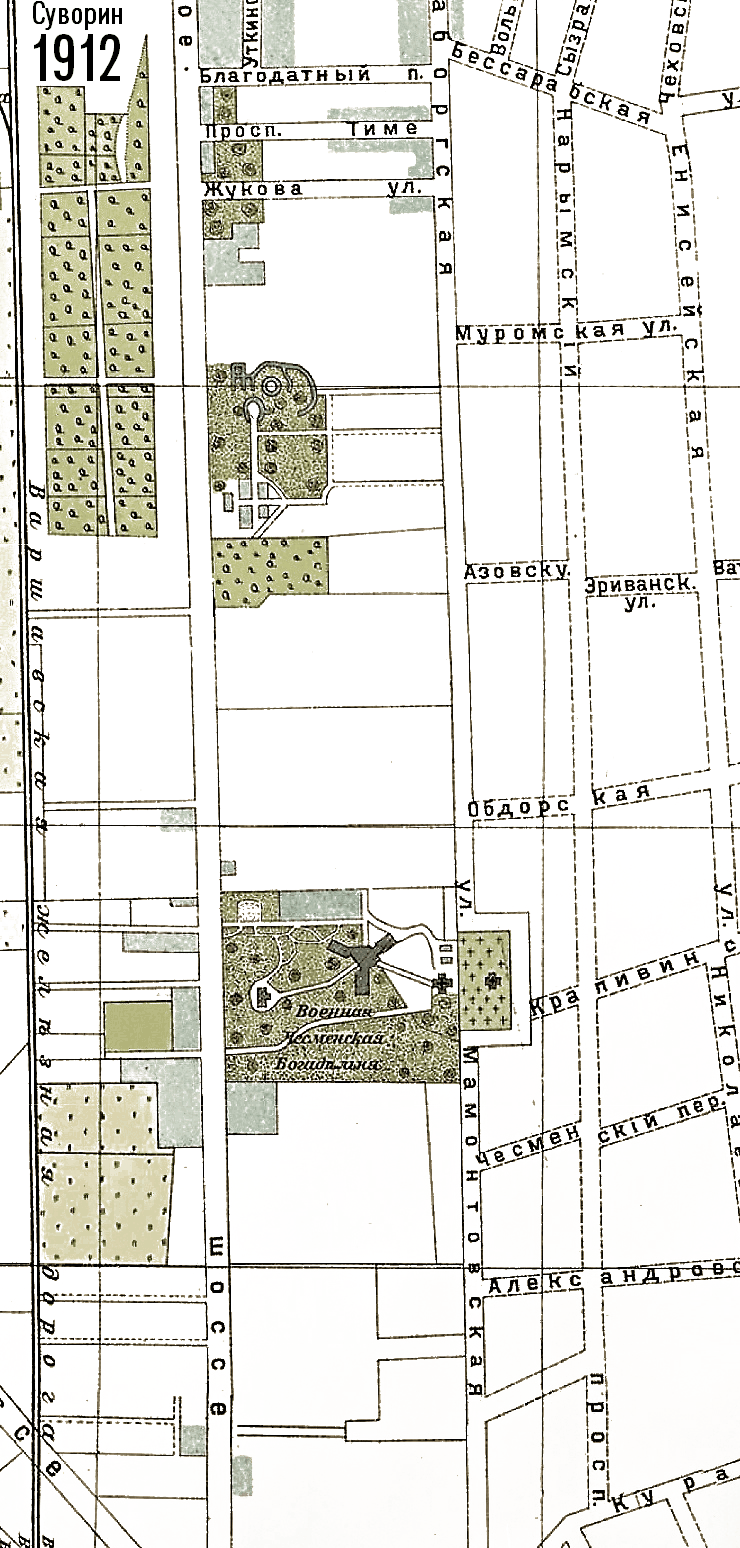
Трассировка Енисейской улицы на карте Петербурга 1912 года

## История
Проспект наименован 12 ноября 1962 года в честь советских космонавтов в ряду улиц этого района, названия которых связаны с темой космоса (Звёздная улица, проспект Юрия Гагарина). Первоначально проспект шёл от Бассейной улицы до улицы Орджоникидзе.
В 1970 году проспект был продлён до Звёздной улицы, а в 1970-х — до Кузнецовской улицы в северном направлении и за Свирскую улицу в южном.
23 ноября 2016 года проспект Космонавтов юридически продлили в южном направлении до Ковжинского переулка (сам переулок пока не построен).
До Бассейной улицы трасса проспекта примерно совпадает с Енисейской улицей, намеченной на позднее 1911 года Московской волостью Петербургского уезда в числе нескольких новых проездов в этой части рабочих окраин столицы. К югу от Бассейной улицы по трассе проспекта Космонавтов проходила Плевенская улица.
Основная застройка проспекта осуществлена в 1960—1980-е годы.
Одно из главных украшений проспекта был Петербургский спортивно-концертный комплекс —  СКК. Уникальной конструкции здание, располагалось оно между Парком Победы и ТРК «Питер Радуга». Оно являлось одним из крупнейших в России спортивно-зрелищных сооружений, с вместимостью более 25000 зрителей.

## Объекты

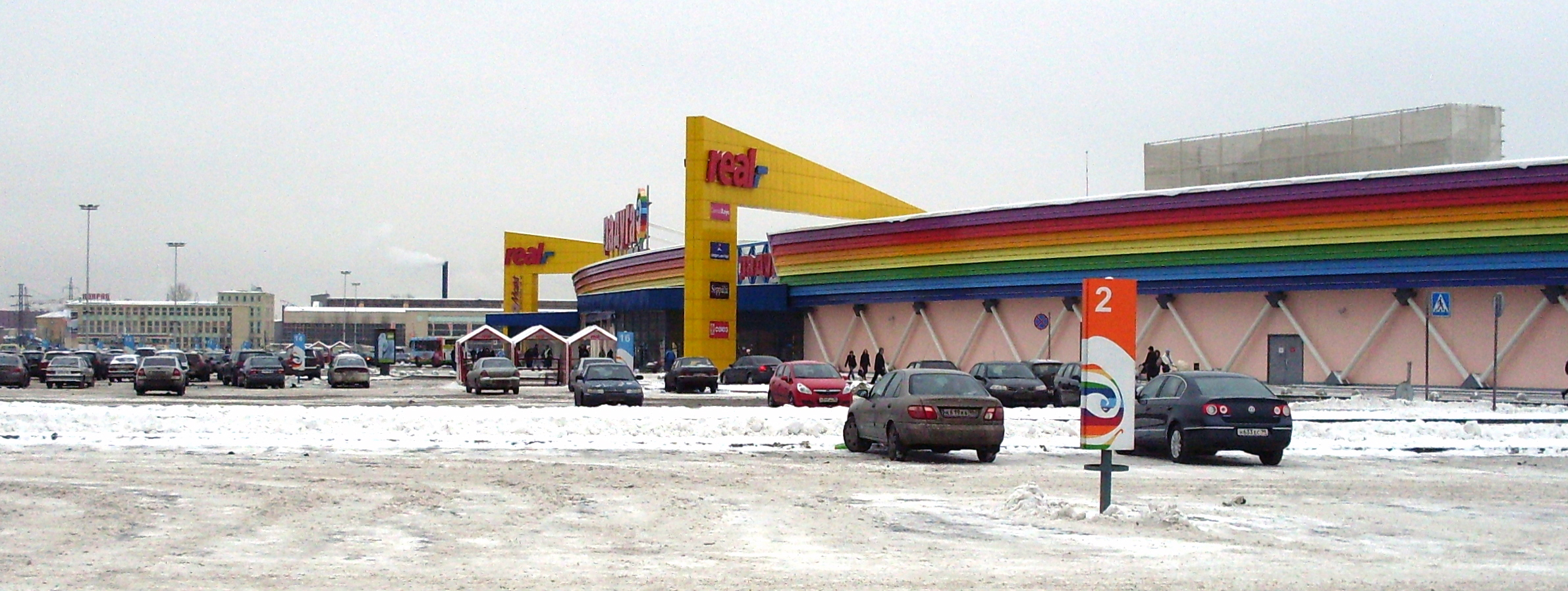
ТРЦ «Радуга»

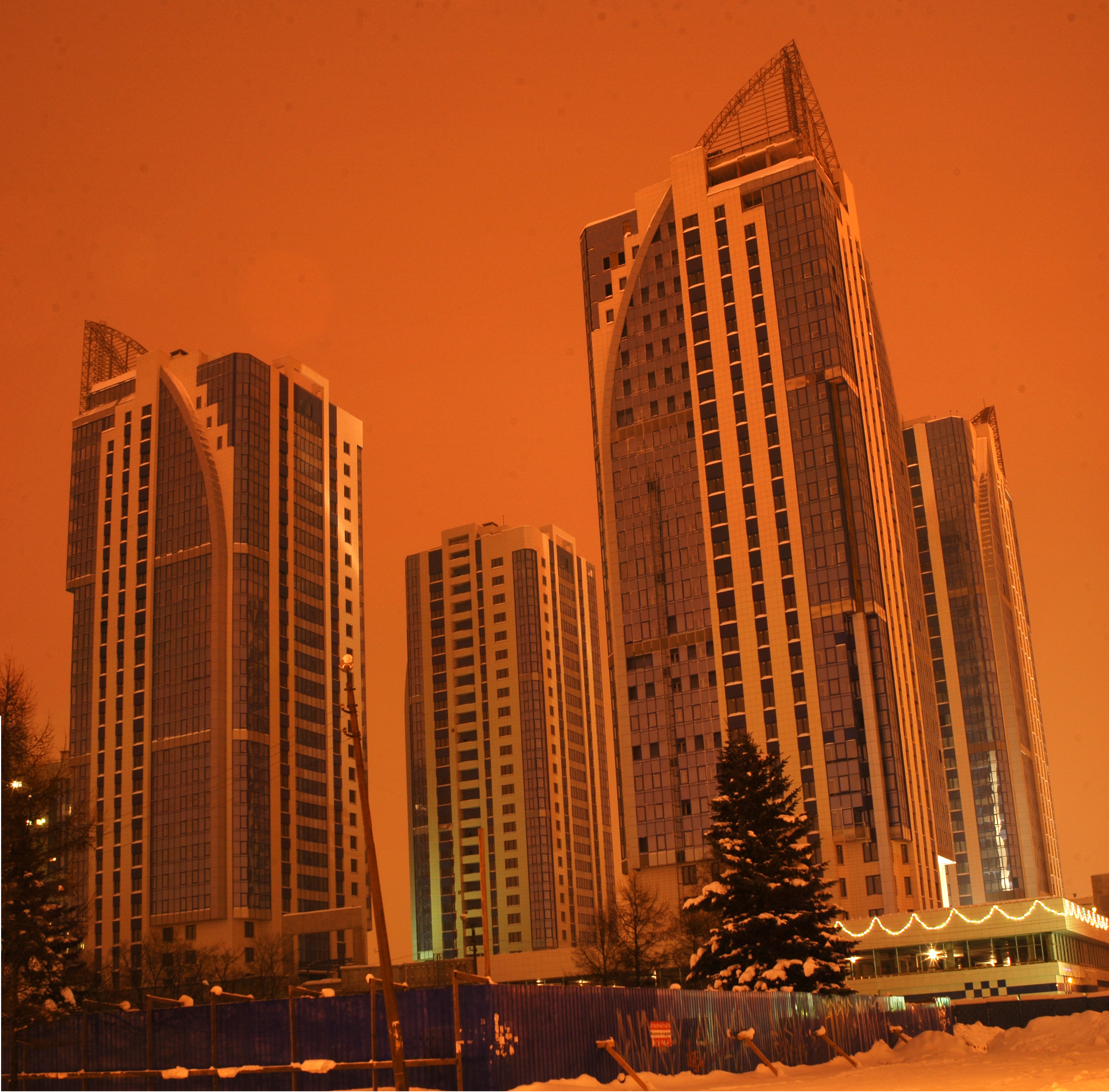
ЖК «Доминанта» на углу проспекта Космонавтов и улицы Типанова

- д. 14 — ТРК «Питер-Радуга» 2007 год, стиль современный (открылся 25.04.2007);
- д. 32—36 — жилые дома. Арх. ЛенЗНИИЭП и Ленпроект. Мастерская 2. Руководитель Народный архитектор СССР С. Б. Сперанский, арх-ры: Н. И. Яккер, Н. Н. Фёдорова, А. Л. Петрашень, В. В. Алексеев[7][8];
- д. 35 — взрослая поликлиника № 51 (1964 год);
- д. 37 — жилой комплекс «Доминанта». 2009 год, НПФ «Ретро», главный архитектор Владимир Горбунов;
- д. 40 — тысячеквартирный дом (1970-е годы, арх. В. В. Попов, А. Д. Кац);
- д. 42 — КЦ «КЕЙ» Типовой торговый центр 1970-х гг. (перестроен в 2000-х гг.);
- д. 45 — Чесменская электроподстанция. 1934 год, стиль конструктивизм;
- д. 45А — Гипермаркет «О’Кей» 2003 год (открыт 18.10.2003);
- д. 47 — Дом спорта — Центр физической культуры Московского района. 1970 год, архитекторы Н. Л. Быстрова, С. П. Одновалов;
- д. 54 — детская поликлиника № 39. 1982 год, архитектор Э. К. Земченко;
- д. 54х — жилой комплекс. 2005—2011 гг. Проектная организация ООО «Архстудия», арх.: Г. Б. Соколов, А. А. Парфёнов, Е. Б. Васильева, Д. А. Кругляк, Г. Н. Беспалова, Л. В. Трусов, Э. А. Шелухина, Н. Ю. Блажнова, Н. Г. Полякова, Р. И. Кашлев;
- д. 61, к. 1 — жилой комплекс «Звёздный 13». 2007 год, Руководитель мастерской С. В. Кислова, архитекторы: С. С. Старостина, М. П. Кириллова, А. И. Николаева, И. С. Фоменко, О. В. Федотова;
- д. 69 — ПТУ № 110 — Профессиональный лицей № 110 «Автосервис». 1974 год, (2011 г. — ремонт);
- д. 96 — ПТУ № 7 — Профессиональный лицей № 110 «Автосервис». 1975 год, ЛенНИИпроект.

## Общественный транспорт
- Троллейбусные маршруты: № 24, 26,  35, 45.
- Автобусные маршруты: №  31, 59,  114, 141, 249,  225, 286.